# Титов, Иван Васильевич
Иван Васильевич Титов (Иоанн; 18 февраля 1879, Пермская губерния — 18 октября 1948, Париж) — священник, депутат III и IV Государственных Дум от Пермской губернии (1907—1917), кандидат в делегаты Учредительного собрания (1917).

## Биография

### Ранние годы. Священник
Иван (Иоанн) Титов родился 18 февраля (или марта) 1879 года на Николаевском заводе Осинского уезда (Пермская губерния) в семьи священнослужителя. После окончания Пермской духовной семинарии в 1901 году, он приступил к церковной службе: был рукоположен в сан священника, а 15 августа 1901 года — получил приход в Кунгуре («рукоположен во иерея к церкви»; с годовым доходом около 1 тысячи рублей на 1907 год).
Кроме того, в этот период Титов руководил кунгурской церковной школой и был законоучителем в начальных училищах (школах) города. Он также работал в просветительском обществе. Являлся домовладелецем. При участии Ивана Титова было построено двухэтажное каменное здание для двухклассного училища.
За направленную императору Николаю II телеграмму с просьбой о смягчении участи приговоренных к смерти техников Титов состоял во время предвыборной кампании «под запрещением» (запрещен в священнослужении); вышел за штат епархии.

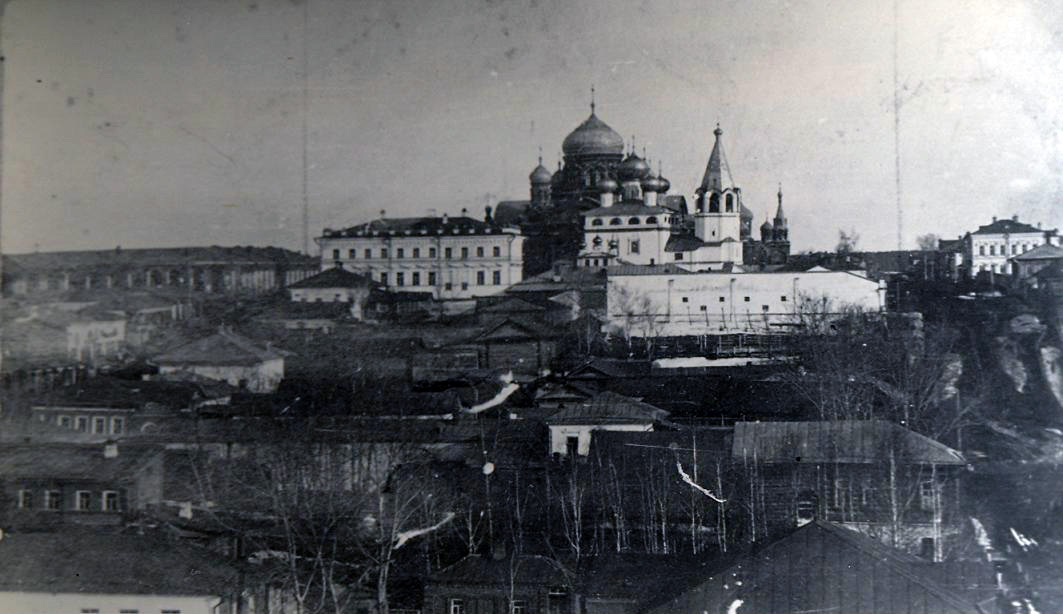
Кунгур в начале XX века (Благовещенская церковь, Богоявленская церковь)

### Депутат III Думы. Снятие сана
14 октября 1907 года Иван Васильевич Титов был избран в Государственную Думу Российской империи третьего созыва от общего состава выборщиков Пермского губернского избирательного собрания. В Думе он вошёл во фракцию Прогрессистов и мирнообновленцев, стал её секретарём. В силу «некоторой глухоты на левое ухо» просил выделить место поближе к думской трибуне.
В III Думе Титов состоял членом целого ряда думских комиссий: по делам православной церкви (в пятую сессию он стал товарищем её председателя), о гимназиях и подготовительных училищах (с четвёртой сессии — секретарь), по народному образованию, бюджетной, об уставе и штатах университетов. Подпись Титова стоит под законопроектами «Об изменении законов о взимании и отправлении земских и натуральных повинностей крестьян», «Об улучшении и увеличении крестьянского землевладения и землепользования», «О введении земства в Сибири», «Правила приема в высшие учебные заведения» и «Об отмене смертной казни». Он также являлся докладчиком Согласительной комиссии по законопроекту об отмене ограничений, связанных с лишением или добровольным снятием духовного сана или звания.
За время работы III Думы И. Титов выступал в прениях 29 раз, преимущественно по вопросам народного образования: в частности, он высказывался за введение всеобщего начального образования.

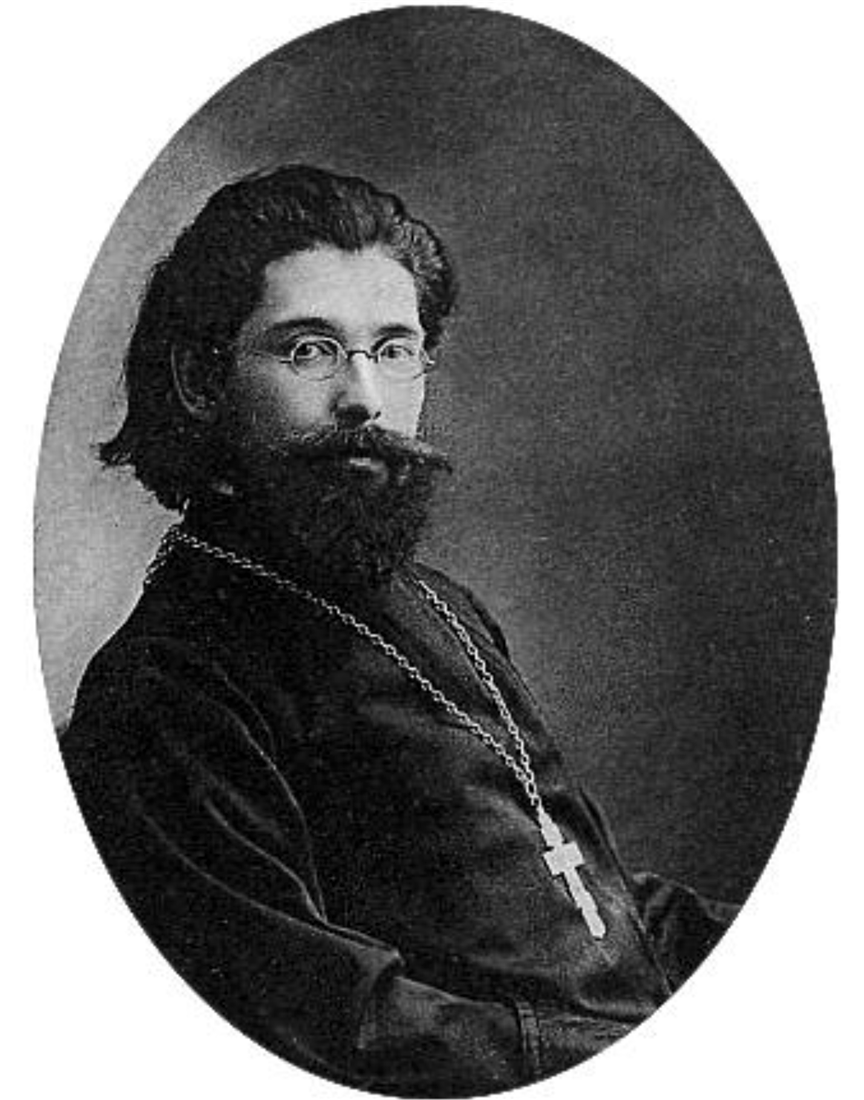
И. В. Титов (1910)

Будучи депутатом, в 1912 году, Титов обратился в Святейший правительствующий синод с ходатайством разрешить ему поступить в университет. Получив отказ, он заявил о добровольном сложении с себя сана и поступил в Санкт-Петербургский университет. Сан был снят 2 августа - без положенного увещевания. После этого Титов записался в состав кунгурского мещанства, стал личным почётным гражданином. Окончил университет.

### Депутат IV Думы
20 октября 1912 года Иван Васильевич был избран в Четвёртую Думу от второго съезда городских избирателей. Он вновь вошёл во фракцию прогрессистов, а с августа 1915 — повторно стал её секретарём. Титов также стал членом Совета старейшин Думы. В новом созыве он входил в ряд комиссий: бюджетную, о преемственности законодательных работ Третьей Думы, по народному образованию (с первой сессии — секретарь), по делам православной церкви, личного состава, о собраниях, финансовую, о торговле и промышленности, о печати. Готовил для финансовой комиссии доклад по проектам, касавшимся золотодобывающей промышленности.
Кроме того, И. Титов являлся докладчиком 11-го отдела Думы, а также комиссии по исполнению государственной росписи доходов и расходов, бюджетной комиссии и комиссии по народному образованию. Вместе со своей фракцией Титов стал членом Прогрессивного блока в августе 1915 года. 31 октября 1916 года он покинул этот блок (также вместе с фракцией).
Докладчиком различных думских комиссий Титов выступал 12 раз; в прениях же теперь он выступал всего 10 раз. Как и в Третьей Думе, он получил всего одно замечание за нарушение думского регламента, но при этом в Четвёртой Думе он намного чаще прерывал ораторов своими «возгласами» — более 20 раз против единственного возгласа за весь период работы предыдущей Думы.
В годы Первой мировой войны Иван Васильевич избирался членом Особого совещания по обеспечению топливом путей сообщения, государственных и общественных учреждений и предприятий, работающих для целей государственной обороны, но отказался от данной работы. Посещал собрания масонского Межпарламентского союза.

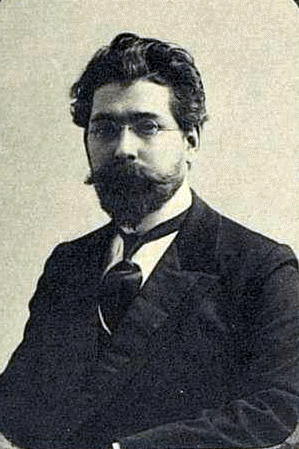
И. В. Титов (1913)

### 1917. Комиссар
В 1917 году Титов являлся участником Февральской революции. 28 февраля Временный комитет Государственной думы (ВКГД) назначил его комиссаром в Министерство финансов, где он уже 1 марта поставил перед ведомством задачу восстановить работу «в нормальном порядке». 2 марта И. Титов провел совещание с представителями банков, на котором последние заявили о своём полном подчинении ВКГД и о готовности оказать Комитету полное содействие. Тогда же было также принято решение об открытии всех банков России.
4 марта на заседании Временного правительства Титов был назначен заведующим Кабинетом Его Императорского Величества, предварительно переданным в ведение Министерства финансов. Он получил полномочия комиссара Временного правительства по обследованию хозяйственной части бывшего Министерства императорского двора и уделов.
После этого, 22 марта, Титов был направлен в Пермскую губернию и район Уральских заводов в качестве комиссара ВКГД и Временного правительства. 8 апреля, по возвращении в Петроград, он был командирован в район форта «Ино» (Николаевского) Кронштадтской крепости «для сношения с войсками и населением».

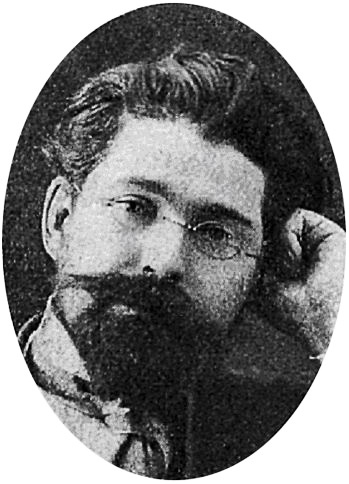
И. В. Титов после 1912 года

С 21 апреля 1917 года Иван Титов стал Комиссаром Временного правительства и ВКГД в 6-й армии Румынского фронта. 6 мая, на заседании Временного комитета, он был назначен постоянным членом с решающим голосом в Комитет государственных сберегательных касс.
С конца марта — начала апреля Титов примкнул к Российской радикально-демократической партии (РРДП) и уже в апреле вошёл в состав её ЦК. Кроме того, он стал одним из руководителей пермского отдела партии. Баллотировался по списку РРДП во Всероссийское Учредительное собрание, но избран не был. Живя в Петрограде, редактировал политическую газету «левого направления».

### Эмиграция. Хор и масонство. Восстановление сана
После Большевистского переворота в октябре 1917 года, Титов эмигрировал в Турцию (Константинополь), где входил в Русский парламентский комитет. Затем он перебрался во Францию (1920). В 1922 году Иван Васильевич был директором русского Парижского Банка. В эмиграции Титов стал масоном: в начале 1920-х годов он был посетителем ложи «Астрея» в Париже. Кроме того, он организовал во французской столице хор, с которым успешно выступал с концертами.
Во время Второй мировой войны Иван Васильевич остался без постоянной работы: 4 марта 1943 года он был принят в Русский дом на должность второго псаломщика местной Николаевской церкви. Титов просил ещё у митрополита Евлогия (Георгиевского) восстановления во иерейский сан, но ему было отказано. Решением митрополита Серафима (Лукьянова) он всё же был восстановлен в сане. С 14 апреля 1943 года Титов окормлял русскую церковную общину в Нанси. После смерти митрополита Евлогия в 1946 году он перешёл в юрисдикцию Московского Патриархата.
В 1946—1948 годах Иван Васильевич Титов являлся вторым помощником настоятеля Николаевской церкви в Сент-Женевьев-де-Буа в пригороде Парижа, где он и скончался 18 октября 1948 года. Отпет священническим чином.

## Семья
Был женат, две дочери (на 1907 год).